# William Frederick Nast
William Frederick Nast (Cincinnati, 14 de junho de 1840 – St. Louis, 1893) foi um diplomata e empresário americano. Ele foi o terceiro presidente da Atchison, Topeka and Santa Fe Railway.
Nast nasceu em Cincinnati, Ohio, em 14 de junho de 1840, filho do líder metodista William Nast. De 1861 a 1865 ele trabalhou no consulado americano em Stuttgart, na Alemanha. Após seu retorno aos Estados Unidos, Nast entrou no negócio de corretagem na cidade de Nova York.
Em 2 de setembro de 1868, Nast tornou-se presidente da Atchison, Topeka and Santa Fe Railway, posição que ele manteve por menos de um mês, até 24 de setembro de 1868.
Também em 1868, ele casou-se com Esther A. Benoist, filha de um proeminente banqueiro de St. Louis, Louis Auguste Benoist. Eles tiveram quatro filhos: Louis, Condé, Ethel e Estelle.
Durante seu período na Europa, William Nast preencheu várias patentes de suas invenções, incluindo uma para "melhorias no tratamento do esterco dos estábulos e na manufatura de papel" em 6 de julho de 1876, concedida em 22 de fevereiro de 1878, e uma para "melhorias na produção de dextrina, açúcar, etc,. da celulose e de materiais relacionados" em 4 de novembro de 1880, e US 374618, concedida em 13 de dezembro de 1887.
Ele faleceu em 1893 e foi enterrado no Calvary Cemetery em St. Louis.